# Black család
A Black család egy fiktív család a Harry Potter történetekben számos nemes és nagy múltú aranyvérű famíliák közül talán az egyik legnagyobb.
A család gyökerei évszázadokra vezethetőek vissza, de a családtagokat csak az 1800-as évek közepétől ismerhetjük. 
A család jelmondata, melyet igyekeztek a lehető legtöbb helyen feltüntetni, a francia Toujours Pur, ami annyit tesz, hogy örökké tiszta. Ez leginkább az család aranyvérűségére utal és az ezzel kapcsolatos mániára, amely már-már a végletekig merül.
A Black családban kitagadták mindazokat, akik nem osztoztak a család nézeteiben, illetve fittyet hánytak a fenti jelmondatnak. Az általunk is ismert családfa-töredéken az alábbi hét embert tagadták ki:

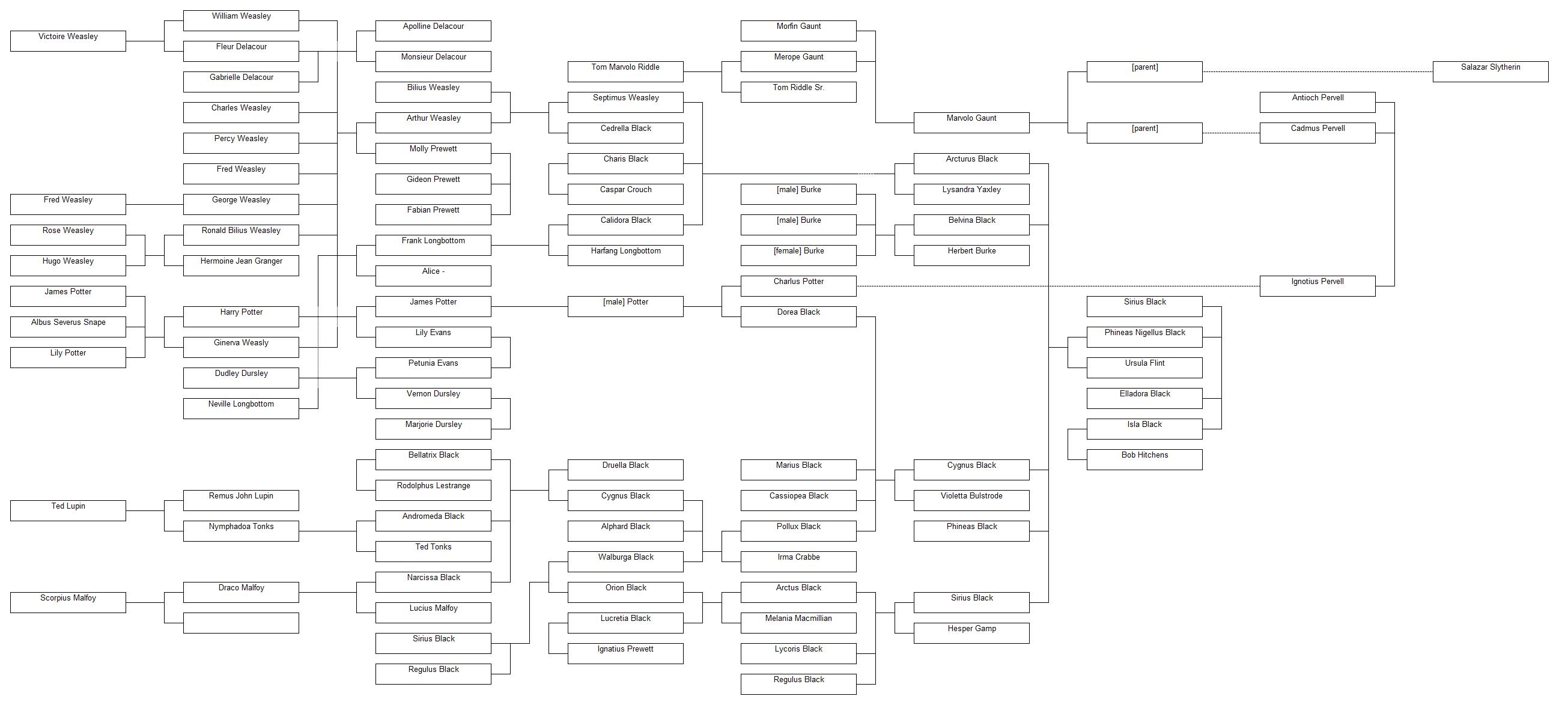
A Black család családfája

- Isla Black – hozzáment egy muglihoz
- Phineas Black – támogatta a mugli jogokat
- Marius Black – kvibli
- Cedrella Black – hozzáment Septimus Weasleyhez
- Alphard Black – pénzt hagyott Sirius Blackre
- Sirius Black – megszökött 16 éves korában
- Andromeda Black – hozzáment a mugli Ted Tonkshoz

A család minden tagja a Mardekár ház növendéke volt, kivéve Siriust és James Pottert, aki Sirius édesanyjának, Walburga Black apjának, Pollux Black legfiatalabb testvérének, Dorea Blacknek a unokája.
A família házimanója Sipor, egy zsörtölődős, fonnyadt bőrű kis teremtmény. A család eddigi házimanóit, Elladora Black ötlete alapján lefejezték, ha már nem tudott egy teát sem felszolgálni és amolyan trófea gyanánt feltették a falra. Elladora halálával megszűnt ez a szokás. 
A Blackek híresek még a családfájukról, ami házuk egyik szobáját borító falikárpiton található. Az egész szobát belepő, aranyszálakkal átszőtt kárpiton mindenki látható, aki valaha a Black családhoz tartozott, kivéve a kitagadottak, akiket száműzetésük napján kiégettek a szőnyegből.
A család sok tagja halálfalóként szolgálta a Sötét Nagyurat, mint például Bellatrix Lestrange és Regulus Black.